# Vòng loại Giải vô địch bóng đá nữ thế giới 1991
Vòng loại Giải vô địch bóng đá nữ thế giới 1991 chứng kiến 48 đội tuyển từ sáu liên đoàn thành viên FIFA tranh tài để chọn ra 12 suất tại vòng chung kết. Các suất đước phân ra như sau:
- Châu Phi - CAF: 1
- Châu Á - AFC: 3 (một trong số đó là của Trung Quốc, đội chủ nhà, tuy nhiên họ chỉ được chỉ định là chủ nhà sau khi vượt qua vòng loại)
- Châu Âu - UEFA: 5
- Bắc, Trung Mỹ & Caribe - CONCACAF: 1
- Châu Đại Dương - OFC: 1
- Nam Mỹ - CONMEBOL: 1

Năm trong số sáu liên đoàn sử dụng giải vô địch châu lục làm vòng loại. Liên đoàn duy nhất có vòng loại riêng là OFC.
Trận đấu đầu tiên diễn ra ngày 9.9.1989 và kết thúc ngày 14.7.1991. Tổng cộng có 445 bàn thắng trong số 111 trận (trung bình 4,01/trận).
Bốn đội tuyển rút lui khỏi vòn loại gồm: Congo, Sénégal, Zambia và Zimbabwe, tất cả đều của châu Phi.

## Các đội vượt qua vòng loại
| - Châu Phi (CAF) - Nigeria - Châu Á (AFC) - Trung Quốc - Nhật Bản - Đài Bắc Trung Hoa - Nam Mỹ (CONMEBOL) - Brasil - Châu Đại Dương (OFC) - New Zealand | - Châu Âu (UEFA) - Đan Mạch - Đức - Ý - Na Uy - Thụy Điển - Bắc, Trung Mỹ và Caribe (CONCACAF) - Hoa Kỳ |

| Đội               | Tư cách                                                            |
| ----------------- | ------------------------------------------------------------------ |
| Brasil            | Vô địch Giải vô địch bóng đá nữ Nam Mỹ 1991                        |
| Đan Mạch          | Hạng ba Giải vô địch bóng đá nữ châu Âu 1991                       |
| Đức               | Vô địch Giải vô địch bóng đá nữ châu Âu 1991                       |
| Hoa Kỳ            | Vô địch Giải vô địch bóng đá nữ CONCACAF 1991                      |
| Na Uy             | Á quân Giải vô địch bóng đá nữ châu Âu 1991                        |
| New Zealand       | Vô địch Giải vô địch bóng đá nữ châu Đại Dương 1991                |
| Nhật Bản          | Á quân Giải vô địch bóng đá nữ châu Á 1991                         |
| Nigeria           | Vô địch Giải vô địch bóng đá nữ châu Phi 1991                      |
| Thụy Điển         | Đội thua tứ kết xuất sắc nhất Giải vô địch bóng đá nữ châu Âu 1991 |
| Đài Bắc Trung Hoa | Hạng ba Giải vô địch bóng đá nữ châu Á 1991                        |
| Trung Quốc        | Vô địch Giải vô địch bóng đá nữ châu Á 1991                        |
| Ý                 | Hạng tư Giải vô địch bóng đá nữ châu Âu 1991                       |

## Châu Phi
(8 đội tranh 1 suất)
Vượt qua vòng loại:  Nigeria
Đội vô địch Giải vô địch bóng đá nữ châu Phi 1991, Nigeria là đội duy nhất của châu Phi có mặt ở vòng chung kết.
Tám đội được chia thành các cặp thi đấu lượt đi và về. Các đội chiến thắng lọt vào vòng bán kết. Chung kết là trận đấu giữa các đội thắng bán kết. Tại đây Nigeria đánh bại Cameroon với tổng tỉ số 6–0.
Vòng một
| Đội 1    | TTS     | Đội 2          | Lượt đi | Lượt về |
| -------- | ------- | -------------- | ------- | ------- |
| Nigeria  | 7–2     | Ghana          | 5–1     | 2–1     |
| Guinée   | bỏ cuộc | Sénégal        | —       | —       |
| Zambia   | bỏ cuộc | Zimbabwe       | —       | —       |
| Cameroon | bỏ cuộc | Cộng hòa Congo | —       | —       |

Vòng bán kết
| Đội 1    | TTS | Đội 2  | Lượt đi | Lượt về |
| -------- | --- | ------ | ------- | ------- |
| Nigeria  | 7–0 | Guinée | 3–0     | 4–0     |
| Cameroon | w/o | Zambia | —       | —       |

Chung kết
| Đội 1   | TTS | Đội 2    | Lượt đi | Lượt về |
| ------- | --- | -------- | ------- | ------- |
| Nigeria | 6–0 | Cameroon | 2–0     | 4–0     |

| Nigeria | 2–0 | Cameroon |
| ------- | --- | -------- |
|         |     |          |

| Cameroon | 0–4 | Nigeria |
| -------- | --- | ------- |
|          |     |         |

## Châu Á
(9 đội tranh 3 suất)
Vượt qua vòng loại:  Trung Quốc –  Đài Bắc Trung Hoa –  Nhật Bản
Giải vô địch bóng đá nữ châu Á 1991 đóng vai trò là vòng loại của khu vực châu Á. Một trận thắng có giá trị hai điểm.
Vòng một
| Đội               | Điểm | Trận | T | H | B | BT | BB |
| ----------------- | ---- | ---- | - | - | - | -- | -- |
| Trung Quốc        | 6    | 3    | 3 | 0 | 0 | 23 | 1  |
| Đài Bắc Trung Hoa | 3    | 3    | 1 | 1 | 1 | 9  | 3  |
| Thái Lan          | 3    | 3    | 1 | 1 | 1 | 4  | 10 |
| Hàn Quốc          | 0    | 3    | 0 | 0 | 3 | 0  | 22 |

| Đội               | Điểm | Trận | T | H | B | BT | BB |
| ----------------- | ---- | ---- | - | - | - | -- | -- |
| Nhật Bản          | 8    | 4    | 4 | 0 | 0 | 27 | 1  |
| CHDCND Triều Tiên | 6    | 4    | 3 | 0 | 1 | 25 | 1  |
| Hồng Kông         | 3    | 4    | 1 | 1 | 2 | 3  | 9  |
| Malaysia          | 3    | 4    | 1 | 1 | 2 | 1  | 24 |
| Singapore         | 0    | 4    | 0 | 0 | 4 | 0  | 21 |

Vòng bảng
|  | Bán kết           | Bán kết  |               |       | Chung kết | Chung kết |
|  |                   |          |               |       |           |           |
|  |                   |          |               |       |           |           |
|  |                   |          |               |       |           |           |
|  | Trung Quốc        | 1        |               |       |           |           |
|  | Trung Quốc        | 1        |               |       |           |           |
|  | CHDCND Triều Tiên | 0        |               |       |           |           |
|  | CHDCND Triều Tiên | 0        | Trung Quốc    | 5     |           |           |
|  |                   |          | Trung Quốc    | 5     |           |           |
|  |                   | Nhật Bản | 0             |       |           |           |
|  | Nhật Bản          | Nhật Bản | 0             | 0 (5) |           |           |
|  | Nhật Bản          |          |               | 0 (5) |           |           |
|  | Đài Bắc Trung Hoa | 0 (4)    |               |       |           |           |
|  | Đài Bắc Trung Hoa | 0 (4)    | Tranh hạng ba |       |           |           |
|  |                   |          |               |       |           |           |
|  |                   |          |               |       |           |           |
|  |                   |          |               |       |           |           |
|  | Đài Bắc Trung Hoa | 0 (5)    |               |       |           |           |
|  | Đài Bắc Trung Hoa | 0 (5)    |               |       |           |           |
|  | CHDCND Triều Tiên | 0 (4)    |               |       |           |           |

## Châu Âu
(18 đội tranh 5 suất)
Vượt qua vòng loại:  Đan Mạch –  Đức –  Ý –  Na Uy –  Thụy Điển
Giải vô địch bóng đá nữ châu Âu 1991 là Euro nữ chính thức đầu tiên, đồng thời đóng vai trò là vòng loại khu vực UEFA. Bốn đội lọt vào tứ kết - Đan Mạch, Đức, Ý và Na Uy - và đội thua tứ kết xuất sắc nhất - Thụy Điển, đội thua Ý theo luật bàn thắng sân khách, là các đội lọt vào vòng chung kết.
Giải vô địch bóng đá nữ châu Âu cũng có giải vòng loại riêng bắt đầu từ tháng 9 năm 1989, và kết thúc bằng vòng chung kết gồm bốn đội diễn ra ở Đan Mạch tháng 7 năm 1991, chỉ bốn tháng trước World Cup. Đức là đội vô địch sau khi đánh bại Na Uy ở hiệp phụ.
Vòng một
| Đội              | Điểm | Trận | T | H | B | BT | BB |
| ---------------- | ---- | ---- | - | - | - | -- | -- |
| Hà Lan           | 7    | 4    | 3 | 1 | 0 | 17 | 0  |
| Cộng hòa Ireland | 5    | 4    | 2 | 1 | 1 | 6  | 3  |
| Bắc Ireland      | 0    | 4    | 0 | 0 | 4 | 1  | 21 |

| Đội       | Điểm | Trận | T | H | B | BT | BB |
| --------- | ---- | ---- | - | - | - | -- | -- |
| Thụy Điển | 8    | 4    | 4 | 0 | 0 | 12 | 2  |
| Pháp      | 4    | 4    | 2 | 0 | 2 | 6  | 7  |
| Ba Lan    | 0    | 4    | 0 | 0 | 4 | 2  | 11 |

| Đội      | Điểm | Trận | T | H | B | BT | BB |
| -------- | ---- | ---- | - | - | - | -- | -- |
| Na Uy    | 11   | 6    | 5 | 1 | 0 | 12 | 0  |
| Anh      | 7    | 6    | 2 | 3 | 1 | 4  | 2  |
| Phần Lan | 4    | 6    | 1 | 2 | 3 | 3  | 6  |
| Bỉ       | 2    | 6    | 1 | 0 | 5 | 1  | 12 |

| Đội       | Điểm | Trận | T | H | B | BT | BB |
| --------- | ---- | ---- | - | - | - | -- | -- |
| Đức       | 11   | 6    | 5 | 1 | 0 | 18 | 1  |
| Hungary   | 7    | 6    | 3 | 1 | 2 | 7  | 7  |
| Tiệp Khắc | 6    | 6    | 3 | 0 | 3 | 8  | 10 |
| Bulgaria  | 0    | 6    | 0 | 0 | 6 | 3  | 18 |

| Bảng 5 · \| Đội \| Điểm \| Trận \| T \| H \| B \| BT \| BB \| \| ----------- \| ---- \| ---- \| - \| - \| - \| -- \| -- \| \| Đan Mạch \| 11 \| 6 \| 5 \| 1 \| 0 \| 18 \| 2 \| \| Ý \| 8 \| 6 \| 3 \| 2 \| 1 \| 12 \| 4 \| \| Thụy Sĩ \| 3 \| 6 \| 1 \| 1 \| 4 \| 3 \| 17 \| \| Tây Ban Nha \| 2 \| 6 \| 0 \| 2 \| 4 \| 3 \| 13 \| |      |      |   |   |   |    |    |
| Đội | Điểm | Trận | T | H | B | BT | BB |
| Đan Mạch | 11   | 6    | 5 | 1 | 0 | 18 | 2  |
| Ý | 8    | 6    | 3 | 2 | 1 | 12 | 4  |
| Thụy Sĩ | 3    | 6    | 1 | 1 | 4 | 3  | 17 |
| Tây Ban Nha | 2    | 6    | 0 | 2 | 4 | 3  | 13 |

Tứ kết
| Đội 1     | TTS  | Đội 2   | Lượt đi | Lượt về |
| --------- | ---- | ------- | ------- | ------- |
| Na Uy     | 4–1  | Hungary | 2–1     | 2–0     |
| Thụy Điển | 1–13 | Ý       | 1–1     | 0–0     |
| Đan Mạch  | 1–04 | Hà Lan  | 0–0     | 1–0     |
| Anh       | 1–6  | Đức     | 1–4     | 0–2     |

- 3 Ý thắng nhờ luật bàn thắng sân khách, Thụy Điển có suất nhờ là đội thua tứ kết tốt nhất.
- 4 Đan Mạch thắng trong Hiệp phụ.

Vòng loại trực tiếp
|  | Bán kết        | Bán kết   |               |   | Chung kết | Chung kết |
|  |                |           |               |   |           |           |
|  |                |           |               |   |           |           |
|  |                |           |               |   |           |           |
|  | Na Uy          | 0 (8)     |               |   |           |           |
|  | Na Uy          | 0 (8)     |               |   |           |           |
|  | Đan Mạch       | 0 (7)     |               |   |           |           |
|  | Đan Mạch       | 0 (7)     | Na Uy         | 1 |           |           |
|  |                |           | Na Uy         | 1 |           |           |
|  |                | Đức (h.p) | 3             |   |           |           |
|  | Đức            | Đức (h.p) | 3             | 3 |           |           |
|  | Đức            |           |               | 3 |           |           |
|  | Ý              | 0         |               |   |           |           |
|  | Ý              | 0         | Tranh hạng ba |   |           |           |
|  |                |           |               |   |           |           |
|  |                |           |               |   |           |           |
|  |                |           |               |   |           |           |
|  | Đan Mạch (h.p) | 2         |               |   |           |           |
|  | Đan Mạch (h.p) | 2         |               |   |           |           |
|  | Ý              | 1         |               |   |           |           |

## Bắc, Trung Mỹ và Caribe
(7 đội tranh 1 suất) 5
Vượt qua vòng loại:  Hoa Kỳ
Vòng một
| Đội                | Điểm | Trận | T | H | B | BT | BB |
| ------------------ | ---- | ---- | - | - | - | -- | -- |
| Hoa Kỳ             | 6    | 3    | 3 | 0 | 0 | 34 | 0  |
| Trinidad và Tobago | 3    | 3    | 1 | 1 | 1 | 4  | 12 |
| México             | 2    | 3    | 1 | 0 | 2 | 9  | 16 |
| Martinique5        | 1    | 3    | 0 | 1 | 2 | 2  | 21 |

| Đội        | Điểm | Trận | T | H | B | BT | BB |
| ---------- | ---- | ---- | - | - | - | -- | -- |
| Canada     | 6    | 3    | 3 | 0 | 0 | 17 | 0  |
| Haiti      | 4    | 3    | 2 | 0 | 1 | 5  | 2  |
| Costa Rica | 2    | 3    | 1 | 0 | 2 | 2  | 11 |
| Jamaica    | 0    | 3    | 0 | 0 | 3 | 1  | 12 |

Vòng loại trực tiếp
|  | Bán kết            | Bán kết |               |    | Chung kết | Chung kết |
|  |                    |         |               |    |           |           |
|  |                    |         |               |    |           |           |
|  |                    |         |               |    |           |           |
|  | Canada             | 6       |               |    |           |           |
|  | Canada             | 6       |               |    |           |           |
|  | Trinidad và Tobago | 0       |               |    |           |           |
|  | Trinidad và Tobago | 0       | Hoa Kỳ        | 5  |           |           |
|  |                    |         | Hoa Kỳ        | 5  |           |           |
|  |                    | Canada  | 0             |    |           |           |
|  | Hoa Kỳ             | Canada  | 0             | 10 |           |           |
|  | Hoa Kỳ             |         |               | 10 |           |           |
|  | Haiti              | 0       |               |    |           |           |
|  | Haiti              | 0       | Tranh hạng ba |    |           |           |
|  |                    |         |               |    |           |           |
|  |                    |         |               |    |           |           |
|  |                    |         |               |    |           |           |
|  | Trinidad & Tobago  | 4       |               |    |           |           |
|  | Trinidad & Tobago  | 4       |               |    |           |           |
|  | Haiti              | 2       |               |    |           |           |

- 5 Martinique không phải thành viên FIFA

## Châu Đại Dương
(3 đội tranh 1 suất)
Vượt qua vòng loại:  New Zealand
Xếp hạng chung cuộc
| Đội              | Trận | T | H | B | BT | BB | HS  | Điểm |
| ---------------- | ---- | - | - | - | -- | -- | --- | ---- |
| New Zealand      | 4    | 3 | 0 | 1 | 28 | 1  | 27  | 6    |
| Úc               | 4    | 3 | 0 | 1 | 21 | 1  | 20  | 6    |
| Papua New Guinea | 4    | 0 | 0 | 4 | 0  | 47 | -47 | 0    |

| New Zealand | 16–0 | Papua New Guinea |
| New Zealand | 1–0  | Úc               |
| Úc          | 12–0 | Papua New Guinea |
| New Zealand | 11–0 | Papua New Guinea |
| New Zealand | 0–1  | Úc               |
| Úc          | 8–0  | Papua New Guinea |

## Nam Mỹ
(3 đội tranh 1 suất)
Vượt qua vòng loại:  Brasil
Xếp hạng chung cuộc
| Đội       | Trận | T | H | B | BT | BB | HS  | Điểm |
| --------- | ---- | - | - | - | -- | -- | --- | ---- |
| Brasil    | 2    | 2 | 0 | 0 | 12 | 1  | +11 | 4    |
| Chile     | 2    | 1 | 0 | 1 | 2  | 6  | −4  | 2    |
| Venezuela | 2    | 0 | 0 | 2 | 0  | 7  | −7  | 0    |